# Kerkis
Kerkis o Kerketeus (Κέρκης, Κερκετέας, Kerketeús) és un volcà extingit, que constitueix la major part del centre de l'illa grega de Samos. El seu cim més alt, anomenat Vigla (Βίγλα), té 1434 m, i és el segon cim més alt de l'Egeu oriental (després de Fengari a Samotràcia). El nom de la muntanya, significa aproximadament, "que pertany a Circe".
La muntanya té un color blanquinós a causa de l'alt contingut en guix, especialment visible al descobert en alguns precipicis exposats. És considerada una reserva per a nombroses plantes i animals, alguns d'ells en perill d'extinció, i forma part de la Xarxa Natura 2000 de la Unió Europea de llocs protegits.
Hi ha diversos petits monestirs en els seus vessants, així com un bon nombre de coves. D'aquestes, la més notable és la Cova de Pitàgores al vessant oriental, en la qual Pitàgores se suposa que es va amagar del tirà Polícrates abans d'anar a l'exili a Italia.